# Piëch GT
Piëch GT – elektryczny samochód sportowy klasy średniej wyprodukowany pod szwajcarską marką Piëch w 2021 roku.

## Historia i opis modelu

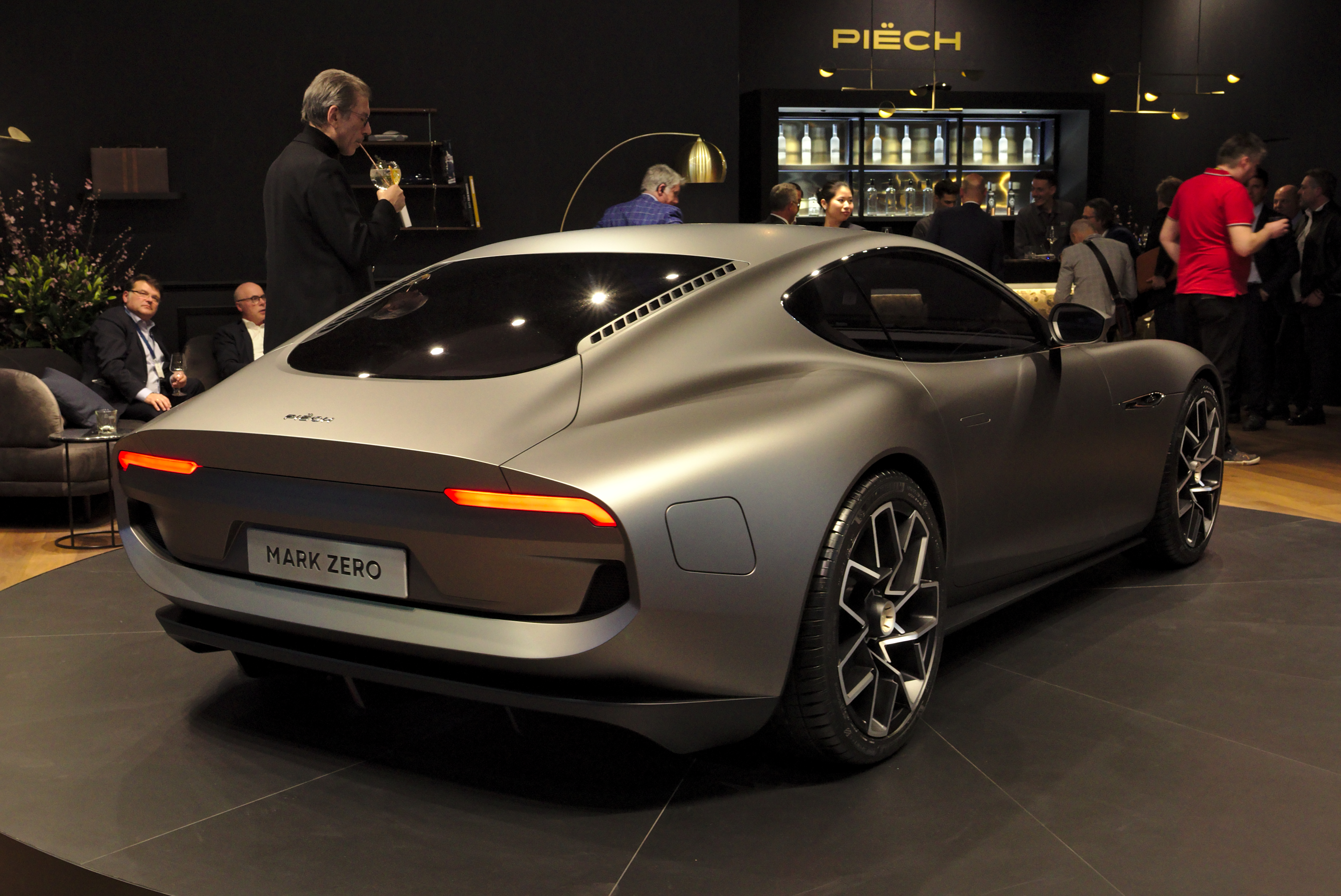
Piëch Mark Zero GT - tył

W marcu 2019 roku podczas wystawy Geneva Motor Show nowo powstałe szwajcarskie przedsiębiorstwo Piëch Automotive przedstawiło studyjną zapowiedź swojego pierwszego pojazdu. Bliski seryjnej postaci, ale będący wciąż w fazie rozwoju prototyp o nazwie Piëch Mark Zero GT, przyjął postać średniej wielkości coupe o napędzie elektrycznym. Projekt nadwozia autorstwa współwłaściciela firmy, Rea Starka Rajcica, charakteryzował się smukłą sylwetką z szeroko rozstawionymi reflektorami, muskularnie zarysowanymi nadkolami i łagodnie opadającą linią dachu.
Produkcyjny model zadebiutował w październiku 2021 roku, zyskując krótszą nazwę Piëch GT. Pod kątem wizualnym samochód obszernie rozwinął stylistykę prototypu sprzed 2 i pół roku, zyskując bardziej zaokrąglone reflektory wykonane w technologii LED, a także bardziej szpiczasty tył przyozdobiony lampami w kształcie litery "C".

### Sprzedaż
Produkcja Piëcha GT miała rozpocząć się w 2022 roku, a procedura ta miała odbywać się w ramach partnerstwa z zewnętrznymi podmiotami, którym producent miałby zlecać produkcję bez angażowania się w ten proces. Po prezentacji seryjnego modelu w 2021 roku data rozpoczęcia seryjnej produkcji została wynznaczona ostatecznie na późniejszy termin, 2024 rok, w wysokości ok. 1200 sztuk rocznie. Także i tych założeń nie udało się zrealizować, nie tylko w czerwcu 2024 przesuwając plany produkcji na rok 2028, ale i całkowicie zarzucając dotychczasowy projekt stylistyczny na rzecz nowego, wyrażonego wirtualnym prototypem.

### Dane techniczne
Piëch GT to samochód elektryczny, który napędzają trzy silniki o łącznej mocy 600 KM - dwa z nich znajdują się przy przedniej osi, a ostatni - przy tylnej. 100 km/h pojazd osiąga w 3,2 sekundy, a maksymalnie rozpędza się do 250 km/h. Zasięg na jednym ładowaniu to ok. 390 kilometrów. Akumulatory dostarczane mają być przez chińską firmę Desten, które będą produkowane w rodzimym kraju na zlecenie Piëch Automotive.